# Cacostola
Cacostola är ett släkte av skalbaggar. Cacostola ingår i familjen långhorningar.

## Dottertaxa tillCacostola, i alfabetisk ordning[1]
- Cacostola acuticauda
- Cacostola apyraiuba
- Cacostola brasiliensis
- Cacostola cana
- Cacostola clorinda
- Cacostola colombiana
- Cacostola flexicornis
- Cacostola fusca
- Cacostola fuscata
- Cacostola gracilis
- Cacostola grisea
- Cacostola janzeni
- Cacostola leonensis
- Cacostola lineata
- Cacostola mexicana
- Cacostola nelsoni
- Cacostola nordestina
- Cacostola obliquata
- Cacostola ornata
- Cacostola rugicollis
- Cacostola salicicola
- Cacostola simplex
- Cacostola sirena
- Cacostola strandi
- Cacostola sulcipennis
- Cacostola vagelineata
- Cacostola vanini
- Cacostola variegata
- Cacostola volvula
- Cacostola zanoa